# Железняк, Юрий Дмитриевич
Юрий Дмитриевич Железняк (16 декабря 1929 года — 4 марта 2024 года) — советский и российский спортсмен-волейболист и тренер по волейболу, заслуженный тренер РСФСР (1967) и заслуженный тренер СССР (1972), Заслуженный работник физической культуры РСФСР (1982). Педагог высшей школы, доктор педагогических наук (1982). Профессор (1983).

## Биография
Юрий Железняк родился 16 декабря 1929 года в селе Раёвка Александровского района Ворошиловградской области Украинской ССР.
Окончил факультет физического воспитания Луганского государственного педагогического института (1952).
В своей карьере Железняк тренировал сборные Советского Союза, России и Москвы по волейболу, юношеские и молодёжные команды, сборную школьников Москвы. Возглавляемые им команды стали четырёхкратными чемпионами Всесоюзной Спартакиады школьников и чемпионами СССР, трёхкратными чемпионами Европы, победили на X Всемирном фестивале молодёжи и студентов в Берлине, пять раз выигрывали международный турнир «Дружба». Студенческие мужская и женская сборные СССР по волейболу стали чемпионами Олимпийских игр, мира и Европы.
С 1958 года вёл научную работу в НИИ возрастной физиологии РАО, старший научный сотрудник, заведовал лабораторией физического воспитания детей школьного возраста. С 1967 по 1984 год занимал должность заместителя директора по учебной и научной работе и заведующего кафедрой спортивных игр Московского областного государственного института физической культуры.
Почти сорок лет, с 1984 года, вёл преподавательскую работу в Государственном университете просвещения (ранее, до 1991 года — Московский областной педагогический институт), с 1987 года возглавлял кафедру теории и методики физического воспитания и спорта, с 1990 по 2000 год — проректор по учебно-методической работе. Шесть его учеников защитили докторские, а ещё 62 — кандидатские диссертации. Занимал должность профессора, защитил диссертацию на соискание учёной степени доктора педагогических наук на тему «Совершенствование системы подготовки спортивных резервов в игровых видах спорта», был специалистом по проблемам подготовки спортивных резервов и специалистов физкультуры и спорта. Автор свыше трёх сотен научных и методических трудов, участник разработки государственных образовательных стандартов первого и второго поколений. Был председателем диссертационного совета по защите кандидатских диссертаций в Московском педагогическом университете и членом совета по защите докторских диссертаций в Российской государственной академии физической культуры. Ряд лет был членом экспертного совета ВАК.
Занимал руководящие должности в Федерации волейбола СССР, состоял членом Президиума комиссии детско-юношеского спорта и был её председателем, работал в тренерской комиссии Международной Федерации волейбола, возглавлял Комплексную научную группу женской сборной команды СССР по волейболу.
За достижения в спорте Юрий Железняк был награждён медалями «За трудовую доблесть» и «В память 850-летия Москвы», а также почётными знаками Олимпийского комитета РФ и Госкомспорта России.
Умер 4 марта 2024 года, предположительно, Юрий Железняк скончался от острой сердечной недостаточности, его тело было обнаружено в московской квартире родственниками.